# Aenictogiton emeryi
Aenictogiton emeryi é uma espécie de inseto do gênero Aenictogiton, pertencente à família Formicidae.